# Podmilščakova ulica, Ljubljana
Podmilščakova ulica je ena izmed ulic v Ljubljani.

## Zgodovina
Leta 1923 so dotedanjo Vodovodno cesto poimenovali Podmilščakova ulica po slovenskem pisatelju Josipu Podmilščaku.

## Urbanizem
Cesta poteka od križišča s Samovo in Parmovo ulico do križišča s Slovenčevo ulico.
Na cesto se (od juga proti severu) povezujejo: Janševa, Meškova, Stapičeva, Dravska, Velikovška, Posavskega, Kolarjeva in Vodovodna cesta.

## Javni potniški promet
Po Podmilščakovi ulici poteka trasa mestne avtobusne linije št. 14. Na ulici sta dve postajališči mestnega potniškega prometa.

### Postajališči MPP
| postajališče         | št. linije |
| -------------------- | ---------- |
| 102052 Podmilščakova | 14         |

| postajališče         | št. linije |
| -------------------- | ---------- |
| 102071 Vodovodna     | 14         |
| 102051 Podmilščakova | 14         |